# Cida Chaves
Cida Chaves, nome artístico de Maria Aparecida Fraga da Silva Chaves (Bauru, 11 de Novembro de 1936), é uma escritora, cronista e pesquisadora brasileira, radicada em Minas Gerais.

## Biografia
Filha de Aníbal Alves da Silva e de Anita Fraga da Silva, teve sua formação básica na cidade natal, onde concluiu o curso normal. Em Andradina estudou piano, e em Belo Horizonte cursou Filosofia.
Casada com Rubens Resende Chaves, com quem teve cinco filhos, radicou-se em Belo Horizonte em 1975. Em seguida muda-se para Coronel Xavier Chaves, onde pesquisa a história do lugar e a preservação memorial, tanto da culinária tradicional mineira quanto do artesanato, para tanto havendo fundado uma associação que se tornou reconhecida internacionalmente, após documentário feito pela UNESCO.
Na cidade mineira promove a restauração e preservação patrimonial, estabelecendo uma pousada e criando uma associação de artesãs. Integrou o primeiro Conselho Estadual da Mulher de Minas, do qual foi co-fundadora e conselheira, no período de 24 de agosto de 1983 a 31 de dezembro de 1985, durante a última gestão de Tancredo Neves - sendo a responsável pela adoção deste nome (a denominação inicial seria Conselho Estadual da Condição Feminina).

## Sobre a autora

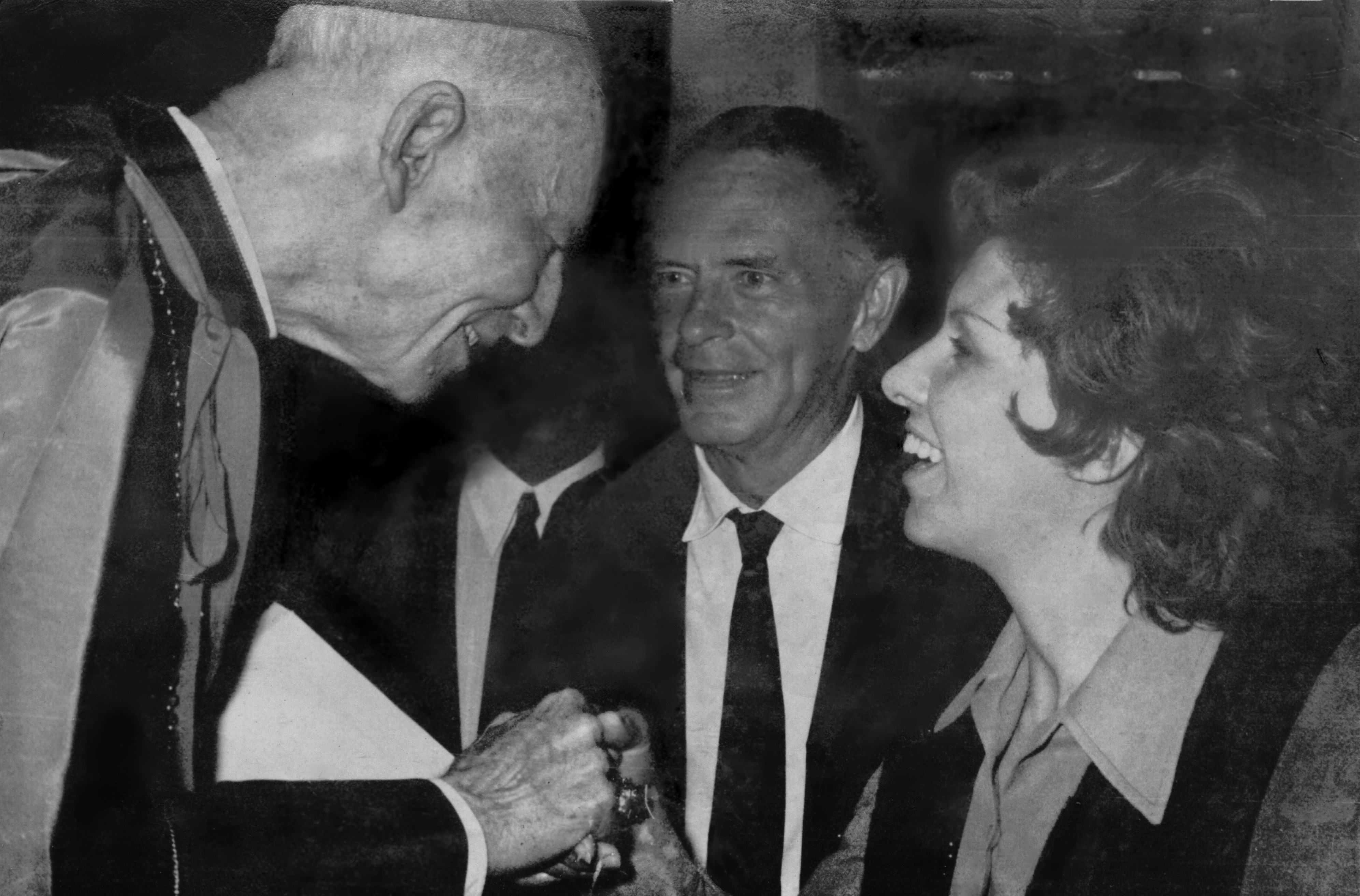
A escritora cumprimentando D. Vasconcelos Motta na posse deste na AML, 1971.

A respeito da escritora registrou Affonso Romano de Sant'Anna que "ficaria bem em qualquer coleção de autores brasileiros. Deve, inclusive, faltar narrativa nesta direção, recolocando problemas femininos/masculinos".
O acadêmico Otávio de Faria declarou que "...gosto de outras coisas, e muito mesmo de algumas delas como (por exemplo, também) o seu estilo seguro, a sua capacidade de narrar, fácil e incisivamente".

## Produção literária
Seu livro É Tempo de vento, de 1982, mereceu menção na Revista Chilena de Literatura, onde a história de duas mulheres, mãe e filha, revelam as angústias de suas gerações.